# Гагнидзе, Лука
Лука́ Гагни́дзе (груз. ლუკა გაგნიძე; род. 28 февраля 2003, Кутаиси) — грузинский футболист, полузащитник московского «Динамо» и сборной Грузии.

## Клубная карьера
С 13 лет находился в структуре тбилисского «Динамо», где прошёл путь от детских и юношеских команд до основой. 3 ноября 2020 года в её составе дебютировал в чемпионате Грузии в гостевом матче против «Дилы». Гагнидзе появился на поле на 72-й минуте, заменив Анзора Меквабишвили. По итогам сезона «Динамо» заняло первую строчку в турнирной таблице и стало чемпионом страны. 3 апреля 2021 года забил свой первый мяч в профессиональной карьере, отличившись на 13-й минуте матча с «Дилой», в результате чего принёс своей команде победу с минимальным счётом 1:0.
5 июля 2021 года переехал в Россию, подписав контракт с московским «Динамо». Срок соглашения рассчитан на пять лет.
21 июля на правах аренды до конца сезона перешёл в екатеринбургский «Урал». Дебютировал в РПЛ 1 августа 2021 года в игре против «Нижнего Новгорода», заменив Вячеслава Подберёзкина на 58-й минуте.
10 марта 2022 года контракт Гагнидзе с «Уралом» был приостановлен до 30 июня 2022 года (окончание срока его аренды) в соответствии со специальными правилами ФИФА. 26 марта перешёл в польский «Ракув» на правах аренды.
18 февраля 2025 года перешёл в самарские «Крылья Советов» на правах аренды до конца сезона 2024/25.

## Карьера в сборных
Выступал за юношескую сборную Грузии. В её составе дебютировал 6 сентября 2019 года в товарищеском матче с Польшей. В ноябре того же года принимал участие в отборочном турнире чемпионата Европы, где сыграл с Украиной, Португалией и Албанией.
В марте 2021 года был вызван главным тренером Рамазом Сванадзе на тренировочный сбор молодёжной сборной. В товарищеской игре со сборной Белоруссии был в заявке команды, но на поле не выходил.

## Достижения
Динамо (Тбилиси)
- Чемпион Грузии: 2020

«Динамо» (Москва)
- Бронзовый призёр чемпионата России: 2023/2024

## Клубная статистика
| Выступление      | Выступление      | Выступление      | Лига | Лига | Кубки | Кубки | Итого | Итого |
| Клуб             | Лига             | Сезон            | Игры | Голы | Игры  | Голы  | Игры  | Голы  |
| ---------------- | ---------------- | ---------------- | ---- | ---- | ----- | ----- | ----- | ----- |
| Динамо (Тбилиси) | Эровнули лига    | 2020             | 2    | 0    | 0     | 0     | 2     | 0     |
| Динамо (Тбилиси) | Эровнули лига    | 2021             | 15   | 1    | 1     | 0     | 16    | 1     |
| Динамо (Тбилиси) | Итого            | Итого            | 17   | 1    | 1     | 0     | 18    | 1     |
| Динамо (Москва)  | Премьер-лига     | 2022/23          | 20   | 0    | 7     | 0     | 27    | 0     |
| Динамо (Москва)  | Премьер-лига     | 2023/24          | 5    | 0    | 3     | 0     | 8     | 0     |
| Динамо (Москва)  | Итого            | Итого            | 25   | 0    | 10    | 0     | 35    | 0     |
| → Урал           | Премьер-лига     | 2021/22          | 11   | 0    | 2     | 0     | 13    | 0     |
| → Урал           | Итого            | Итого            | 11   | 0    | 2     | 0     | 13    | 0     |
| → Ракув          | Экстракласса     | 2021/22          | 1    | 0    | —     | —     | 1     | 0     |
| → Ракув          | Итого            | Итого            | 1    | 0    | —     | —     | 1     | 0     |
| Всего за карьеру | Всего за карьеру | Всего за карьеру | 54   | 1    | 13    | 0     | 67    | 1     |